# Szent Zsófia-templom (Neszebar)
A Szent Zsófia-templom (bolgárul: Църква Света София vagy Старата митрополия) Neszebarban áll. Az egykor püspöki templom romos állapotban van. A templom szerepel a világörökségi listán.

## Története
A templomot az agorára építették, az egykori görög település központi terére. A kutatások szerint a templom két nagyobb építkezéssel nyerte el mai formáját. Először az az 5. század végén, a 6. század elején emeltek építményt a helyszínen, majd a 9. században, az első bolgár királyság időszakában átépítették, bővítették azt. A Szent Zsófia része volt a neszebari püspök székhelykomplexumának. 1257-ben a velenceiek kifosztották, számos kegytárgyát a Szent Megváltó templomban helyezték el.
A háromhajós bazilika 25,5 méter hosszú volt. A három részre osztott oszlopcsarnok nélkül 19 méter hosszú és 13 méter széles volt. A hajókat két oszlopsor választotta el, amelyek öt-öt pilonból álltak. A szögletes oszlopok téglaíveket tartottak, amelyek fölött újabb árkádsor állt. A központi hajó 9,3 méter széles volt, nagy apszisban végződött a keleti oldalon.
Az apszis belül félkör alakú volt, kívül három fal övezte, felett három íves ablakot alakítottak ki. A synthronon, a püspök és más egyházi személyek félkör alakú kőpadjai ma is állnak. Tartozott az építményhez egy belső udvar, átrium is. Falait egykor vakolat és freskók borították. A padlót színezett kövekből rakott mozaikkal burkolták. Egy márványtáblán bibliai idézet olvasható a 102. zsoltárból: kiáltásom jusson színed elé!